# Paul Gerhardt
Paul Gerhardt, (Gräfenhainichen, Eleitorado Saxônia, Alemanha, 12 de março de 1607 – Lübben (Spreewald), 27 de maio de 1676) foi um teólogo evangélico-luterano e é, talvez junto com Martinho Lutero, o poeta sacro mais importante da língua alemã.

## A vida
Paul Gerhardt nasceu em Gräfenhainichen, uma cidade de então mil habitantes entre Halle an der Saale e Wittenberg. O pai era hospedeiro e tinha mais três crianças. Freqüentou a escola da cidade e depois a escola do príncipe em Grimma.

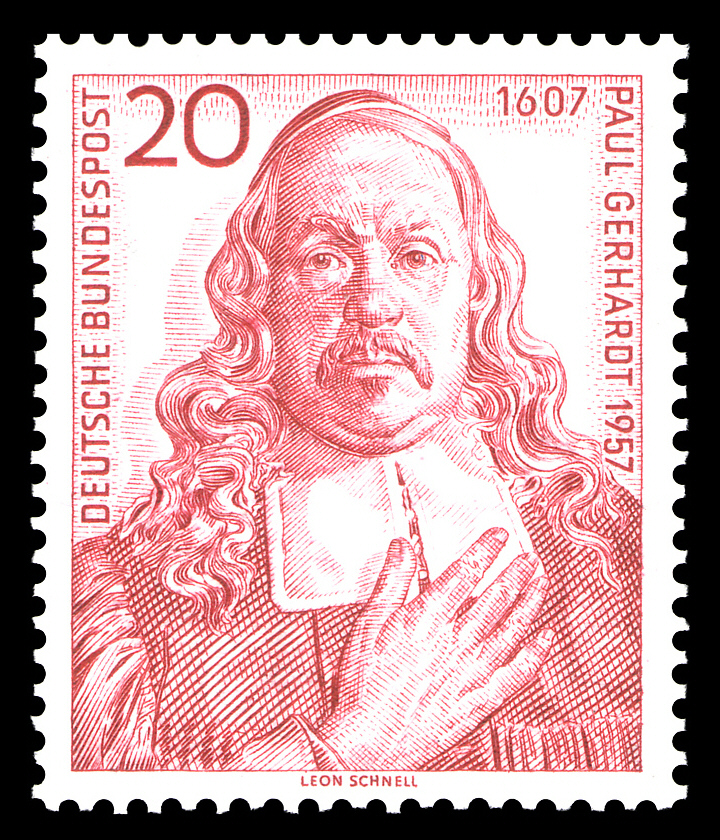
Special stamp for the 350th anniversary of the birth of Paul Gerhardt (1607-1676)

A Guerra dos Trinta Anos (1618- 1648), trouxe grandes tribulações para a Alemanha, como fome, soldatesca espoliando, matando e estuprando, peste, dizimando mais da metade da população. Paul sentiu na carne os horrores da guerra. Perdeu os pais logo no início da guerra.
Além disso, empenhou-se uma guerra religiosa no eleitorado Brandenburgo, porque o príncipe eleito Frederico-Guilherme I tornou-se evangélico reformado, seguindo a linha de João Calvino, e forçou os pastores evangélico-luteranos para conciliar as suas doutrinas com as da igreja reformada.
Como muitos outros pastores resistentes Paul Gerhardt foi destituído do seu pastorado. Além disso, sofreu angústias e dores pela perda de quatro de seus cinco filhos e da sua esposa.

## A poesia

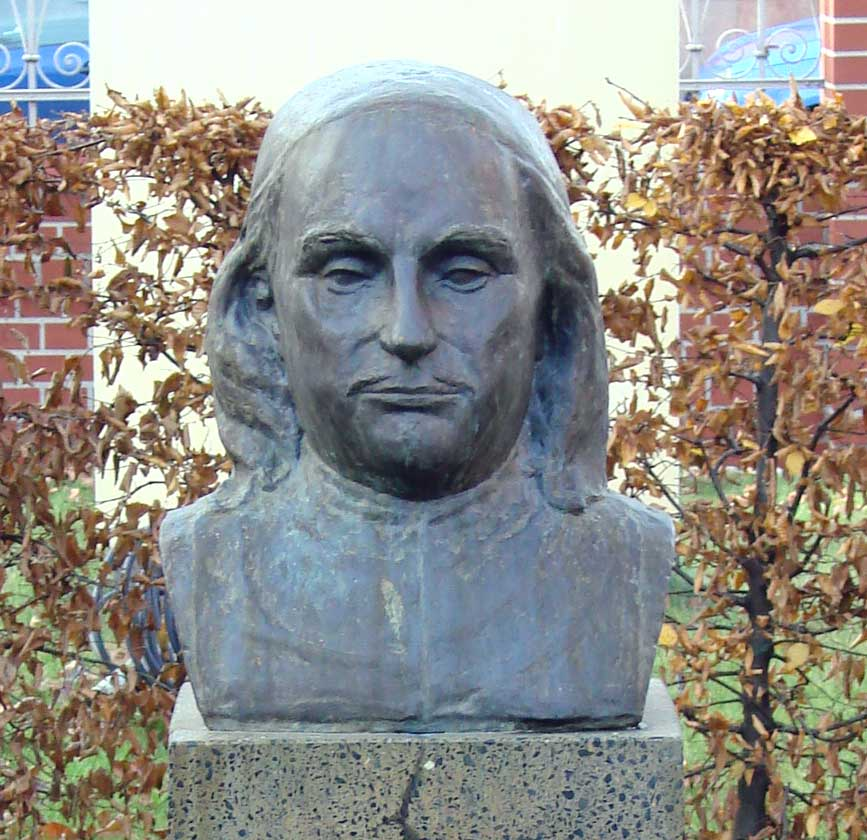
Busto

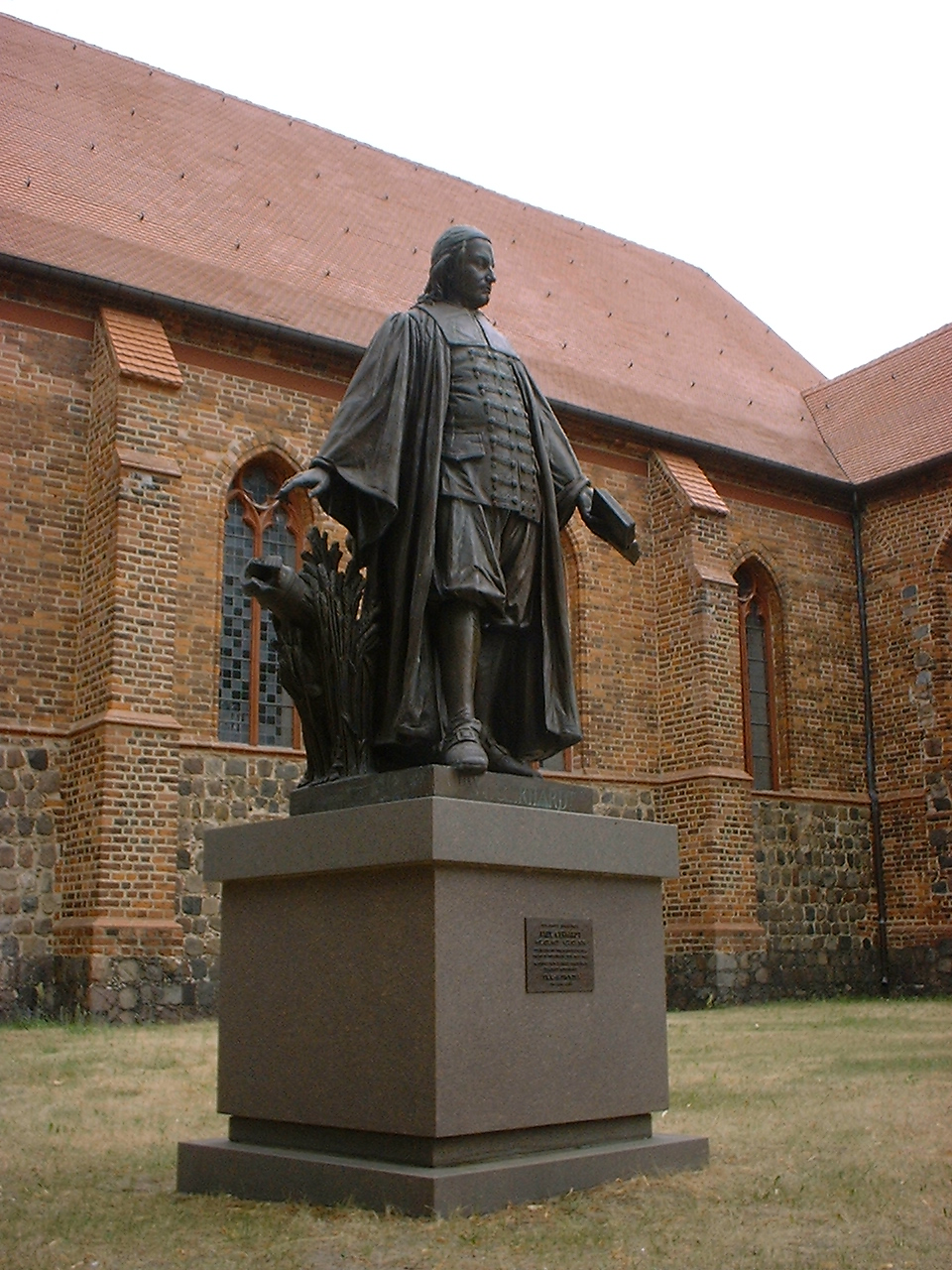
Monumento na frente da igreja em Mittenwalde, Alemanha (1905/2001)

Paul Gerhardt escreveu poesias que refletem sobre a profunda fé, que sai do sofrimento fortalecida e inabalável. A morte está onipresente e se torna uma experiência muito pessoal. O crente se volta a Deus com pedidos particulares e íntimos, enquanto os poetas do tempo da reforma como Lutero usaram muito mais a palavra "nós". A fé deve crescer pela experiência espiritual particular. Embora sendo um teólogo evangélico-luterano ortodoxo, no sentido conservador  e doutrinário, a linguagem de suas poesias lembra quase as poesias pietistas do século XVIII, transformando em poesia os sentimentos do crente em relação a seu Criador e Salvador.
É um dos primeiros que emprega também uma acentuação natural e rimas, como se usam até hoje, seguindo as regras de Martin Opitz, publicadas em 1624.
A beleza de seus hinos se espelha no fato que muitas igrejas evangélicas, especialmente no Norte de Europa e nos EUA, tem muitos hinos de Paul Gerhardt ainda hoje nos seus hinários. Até a igreja católica tem hoje em seu hinário alemão sete hinos dele. As igrejas evangélicas luteranas cantam os hinos dele hoje em todo o mundo, como no Brasil os hinários da IELB e da IECLB contêm mais de vinte hinos.
As poesias de Paul Gerhard inspiraram composições de muitos hinos, principalmente pelos organistas Johann Crüger e Johann Georg Ebeling de Berlim. Johann Sebastian Bach empregou-los em composições famosos.
O hino "O Haupt voll Blut und Wunden" é considerado um dos mais importantes da história e inspirou grandes compositores como Johann Sebastian Bach,Max Reger. Atuais são edições como um CD do tecladista Dieter Falk ou da cantora jazzista Sarah Kaiser. Na língua portuguesa compositores como Gelson Silva,Axel Bergstedt  e Carlos Camargo, entre outros, publicaram composições atuais sobre hinos de Paul Gerhardt.

## Hinos
Johann Sebastian Bach usou várias estrofes dos hinos de Gerhardt em suas cantatas de igreja, motetos, Paixões e Oratório de Natal. O hino "Ich hab in Gottes Herz und Sinn" é a base para a cantata coral BWV 92 de Bach.
Textos de hinos de Gerhardt, listados com uma tradução da primeira linha, melodia do hino associada, base, ocasião litúrgica, o número no atual hinário protestante alemão Evangelisches Gesangbuch (EG) e o católico Gotteslob (GL), uso em obras de Bach (números BWV entre 1 e 200 são cantatas, BWV 245 é a Paixão de São João, BWV 244 é a Paixão de São Mateus, BWV 248 o Oratório de Natal, BWV 439-507 aparecem em Schemellis Gesangbuch), e / ou observa:
| Título alemão                              | Título em inglês                                                       | Baseado em                                                       | Sintonizar                                                                                          | Estação     | Números do hinário alemão | Uso em composições            |
| ------------------------------------------ | ---------------------------------------------------------------------- | ---------------------------------------------------------------- | --------------------------------------------------------------------------------------------------- | ----------- | ------------------------- | ----------------------------- |
| "Auf, auf, mein Herz, mit Freuden"         | Desperta, Meu Coração, com Alegria                                     |                                                                  | Zahn Não. 2543 "Auf, auf, mein Herz" — (Crüger, Praxis pietatis melica 1648)                        | Páscoa      | EG 112                    | BWV 441                       |
| "Barmherzger Vater, höchster Gott"         |                                                                        |                                                                  | |             |                           | BWV 103                       |
| "Befiehl du deine Wege"                    | Cometa o que quer que te entristeça (também, dê aos ventos teus medos) | Salmo 37, Salmo 125:1, Filipenses 4:6-7, 1 Pedro 5:6-7           | Herzlich tut mich                                                                                   |             | EG 361                    | BWV 244, BWV 153              |
| "Die güldne Sonne voll Freud und Wonne"    | Manhã                                                                  |                                                                  | |             | EG 449                    |                               |
| "Du meine Seele singe"                     |                                                                        |                                                                  | |             | EG 302                    |                               |
| "Ein Lämmlein geht und trägt die Schuld"   | Um cordeiro sai sem reclamar                                           | Isaías 53:1-12, Êxodo 12:5, João 1:29                            | Uma Babilônia Wasserflüssen                                                                         | Paixão      | EG 83                     | Música de vários compositores |
| "Fröhlich soll mein Herze springen"        |                                                                        |                                                                  | | Natal       | EG 36                     |                               |
| "Geh aus, mein Herz, und suche Freud"      | Vá em frente, meu coração, e busque o prazer                           |                                                                  | |             | EG 503                    |                               |
| "Gott Vater, sende deinen Geist"           |                                                                        |                                                                  | cantada com a melodia de "Kommt her zu mir, spricht Gottes Sohn" [de] (Zahn 2496c): BWV 74, BWV 108 |             |                           |                               |
| "Herr, mein Hirt, Brunn aller Freuden"     |                                                                        |                                                                  | |             |                           | BWV 228                       |
| "Ich hab in Gottes Herz und Sinn"          |                                                                        |                                                                  | |             |                           | cantata coral BWV 92, BWV 65  |
| "Ich singe dir mit Herz und Mund"          | Alegre meu coração, alegre-se e cante                                  |                                                                  | |             | EG 324                    |                               |
| "Ich steh an deiner Krippen hier"          |                                                                        |                                                                  | | Natal       | EG 37                     | BWV 248                       |
| "Ist Gott für mich, so trete [de]"         | "Se Jesus for meu amigo"                                               |                                                                  | |             | EG 351                    |                               |
| "Kommt und laßt uns Christum ehren [de]"   |                                                                        |                                                                  | | Natal       | EG 39                     |                               |
| "Lobet den Herren alle, die ihn ehren      |                                                                        |                                                                  | |             | EG 447, GL 81             |                               |
| "Nun danket all und bringet Ehr"           | Todos vós que habitais nesta terra                                     |                                                                  | |             | EG 322, GL 267            |                               |
| "Nun lasst uns gehn und treten             |                                                                        |                                                                  | | Ano Novo    | EG 58                     |                               |
| "Nun ruhen alle Wälder [de]                |                                                                        |                                                                  | |             | EG 477                    |                               |
| "O Haupt voll Blut und Wunden [de]"        | Ó Cabeça Sagrada, Agora Ferida                                         | Salmos 22:6-8, Isaías 53:4-5, João 10:14-15, 27–28, Hebreus 12:2 | Herzlich tut mich                                                                                   | Paixão      | EG 85, GL 179             | BWV 244, BWV 159              |
| "Ó Jesus Cristo, Dein kripplein ist"       | Ó Jesus Cristo, Tua Manjedoura é                                       |                                                                  | Ó Jesus Cristo, Dein kripplein ist                                                                  | Natal       |                           |                               |
| "O Welt, sieh hier dein Leben"             | Sobre a Cruz Estendida                                                 | Isaías 53, Hebreus 9:28, 1 Pedro 2:21-25                         | O Welt, sieh hier                                                                                   | Paixão      | EG 84                     | BWV 244, BWV 245              |
| "Schaut, schaut, was ist für Wunder dar"   |                                                                        |                                                                  | |             |                           | BWV 248 II                    |
| "Schwing dich auf zu deinem Gott"          |                                                                        |                                                                  | |             |                           | BWV 40                        |
| "Sollt ich meinem Gott nicht singen? [de]" | Vou cantar louvores ao meu Criador                                     | Efésios 5:19-20                                                  | Sollt ich meinem Gott nicht singen                                                                  |             | EG 325                    |                               |
| "Wach auf, mein Herz, und singe [de]"      |                                                                        |                                                                  | |             | EG 446                    |                               |
| "Warum sollt ich mich denn grämen"         | Por que a cruz e o julgamento me entristecem                           | 1 Pedro 1:6-9, Tiago 1:2-4, 1 Pedro 4:12, Mateus 11:29-30        | Warum sollt ich mich denn grämen                                                                    |             | EG 370                    |                               |
| "Was alle Weisheit in der Welt"            |                                                                        |                                                                  | |             |                           | BWV 176                       |
| "Weg, mein Herz, mit den Gedanken"         |                                                                        |                                                                  | |             |                           | BWV 32                        |
| "Wie soll ich dich empfangen"              | Oh, como te receberei                                                  |                                                                  | | Advento     | EG 11                     | BWV 248                       |
| "Wir singen dir, Immanuel"                 |                                                                        |                                                                  | |             |                           | BWV 248 II                    |
| "Zeuch ein zu deinen Toren"                |                                                                        |                                                                  | | Pentecostes | EG 133                    | BWV 183                       |

## Referência
1. 1 2 3 4 5 6 7 8  Chisholm, Hugh, ed. (1911). "Gerhardt, Paul". Encyclopædia Britannica. Vol. 11 (11th ed.). Cambridge University Press. p. 768.
2. ↑   «Martin Opitz». Wikipedia (em inglês). 2 de janeiro de 2021. Consultado em 13 de março de 2021
3. ↑  «Histórias de Hinos do Hinário Adventista». Música Sacra e Adoração. Consultado em 13 de março de 2021
4. ↑   «Kostenlose Homepage erstellen! - hPage.com». de.hpage.com (em alemão). Consultado em 13 de março de 2021
5. 1 2  «Books by Gerhardt, Paul (sorted by popularity)». Project Gutenberg. Consultado em 4 de maio de 2025